# Лімська культура

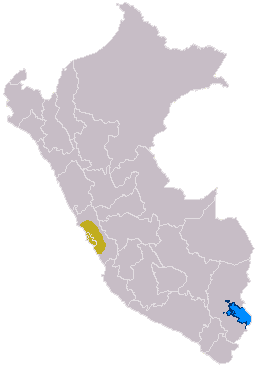
Поширення культури Ліма

Культура Ліма — археологічна культура, що існувала на території сучасного Перу приблизно з 100 року до н. е. по 650 року н. е. Ця доінкська культура знаходилася в долинах річок Чільйон, Рімак і Лурін. Представлена в основному керамічними знахідками. Представники культури Ліма спорудили безліч храмів, в наш час[коли?] відомих як «уака», кілька з яких збереглися досі у місті Ліма.

## Історія
Культура Ліма належала осілим хліборобам, господарство яких було засновано на вирощуванні кукурудзи. Її залишки знайдені при розкопках. В їжу йшли різні види бобів.
Дані щодо розвитку суспільства занадто незначні. З одного боку, відомі поховання не дають відомостей про існування майнової диференціації, з іншого — піраміди і величезні поселення свідчать про високий суспільнийу розвиток.

## Архітектура
Виявлено група пірамід в місцевості Армабуру. Розташовані тут споруди нагадують штучні пагорби, зведені на місці природних підвищень. Найбільші з них досягають близько 300 м завдовжки, 100 м завширшки і до 25 м заввишки. Ці пагорби складаються з великої кількості терас і стін з маленьких прямокутних адобів, зроблених в формах і вручну. Встановлено, що це були прямокутні ступінчасті споруди. На них брали лише розвідувальні шурфування.
В період завершення існування цієї культури було зведено Давній Храм під храмом Пачакамак на городище Пачакамак в долині річки Лурін. Розкопки на величезному городище Кахамаркілья в долині річки Рімак показали, що нижній шар його відноситься до культури Ліма.

## Поховання
На піраміді 15 в Армабуру знайдено 15 поховань. Небіжчики витягнуті, більшість звернено головою на південь, а обличчям найчастіше донизу. Померлі покояться на підстилці з стебел очерету або жердин. Іноді замість неї є підмазка з глини. На тілах — залишки одягу і очеретяні плетінки. Все це разом з підстилкою недбало пов'язано мотузками. Зустрічаються парні поховання, в яких небіжчики зазвичай орієнтовані однаково. Деформація черепів відсутня.
Інвентар поховань бідний: один-два посудини, веретено і пряжа, плетінки, кошики, качани кукурудзи і незрозумілі предмети у вигляді перехрещених прутів, обмотаних нитками. Деякі поховання виявилися без речей.

## Кераміка

### Форми
Найбільш характерні форми: глечик з круглим, іноді трохи сплощеним тулубом, з невисокою шийкою, що розходиться, і пласкою ручкою, яка йде від віночка до плечики посудини; глечики зі сферичним тулубом, високим прямим або вузькою шийкою і круглою ручкою, що йде від середини горлечка до плечика.
Інша часта форма — круглий горщик, іноді з дещо сплощеним тулубом. Віночок високий, дещо розходиться. Для кераміки культури Ліма характерні і посудини з 2 шийками. Серед них виділяються екземпляри, у яких горлечка відходять немає від верху, а від бічних стінок і йдуть, як правило, вертикально. Такі посудини іншого типу мають горлечка, що розходяться в сторони під кутом 45-60° до горизонталі. Зазвичай вони довгі і звужуються. Зустрічаються також посудини, які за формою нагадують глечики, але без ручок, з прямим горлом, і близькі до них за формою «фляги». У фляг одна сторона тулова майже пласка, а інша — опукла, з горбком в центрі, нагадує форму жіночих грудей. Шийка зазвичай пряма.
Окремо стоять широкі плескаті посудини з ребром трохи нижче середини. Вище ребра стінки сходяться. Оформленого віночка немає. Часто у такої посудини носик з одного боку і майже горизонтальна ручка-стрижень — з іншого. В одному випадку посудина подібної форми наділено горизонтальними широкими зашморгоподібними ручками.
У пізньому періоді культури є майже всі форми раннього етапу. Водночас вони розвиваються і доповнюються новими типами. Так, вже немає глечиків з прямою шийкою чи шийкою, що розширюється. Зустрічається глечик з високим горлом, що звужується, і товстою круглою ручкою. Таке саме горло є у посудин з місткоподібною ручкою та округлим тулубом. В останніх часто буває і широке вертикальне горл. Іноді у них створювалися бічні ручки. Відомі також посудини з носиком і ручкою-стрижнем. Продовжують виготовляти горщики подібною форми з горизонтальними ручками і триподи.
Серед нових форм виділяються посудини у вигляді тварин, кубки з розбіжними і прямими стінками, округлі посудини з піддоном, високим горлом і двома ручками-петельками на плічках.

### Розпис
Орнаментика кераміки раннього періоду Ліми складається з геометричних візерунків і сюжетних зображень. Серед геометричних мотивів дуже поширені сходинки, трикутники, смуги, кола. Орнаменти зонами вкривають плечики або віночок посудини. Характерні кола, розташовані «п'ятіркою» (чотири по кутах і один в центрі), промені або трикутники, що спускаються на плічка, іноді утворюючи «зірку» навколо горлечка. Серед інших мотивів відзначають «зірку» на боці посудини, смуги, що утворюють вхідні один в одного кути, і орнаментальний поясок навколо краю високого горлечка.
Розпис наносили чорним, білим і червоним і зрідка помаранчевим кольором. Часто зустрічаються білі облямівки чорних полів.
Сюжетна орнаментика рідко бувала писаною. Найчастіше вона виконана скульптурно. Зображувалися звірі, перш за все ягуар, птахи і люди. Цікавою антропоморфною посудиною, коли одна з шийок оформлено у вигляді людської голови з опуклим горбатим носом, круглими очима під широкими бровами і великим ротом. Під підборіддям точками зображені борода або намисто. Руки, зроблені в низькому рельєфі, складені на грудях — на плечику посудини. Нижче рук розташовується друге обличчя, аналогічна першій, але з круглим ротом.
Пізній період культури Ліма пов'язано з різкою зміною орнаменти посуду і проникненням в неї великої кількості «тіауанакоїдних» елементів. Серед таких мотивів фігури кондорів, пум або ягуарів, іноді з крилами. Часто малювалася не ціла фігура, а лише голова звіра чи птаха. За трактуванням вони абсолютно схожі з головами цілих фігур. Часто зустрічаються малюнки людських голів з типовими «тіауанакоідними» ознаками: з круглими очима, «сльозами» під ними і променями, що розходяться навколо голови. Серед цих орнаментів виділяють групу, яка продовжує традиції раннього періоду. Існували, навіть отримують більшого поширення такі мотиви, як кола, нанесені білою фарбою, вписані кути та S-подібні знаки, висхідні до зображень кінця культури Серро де Тринідад.
Для цього періоду дуже характерно зображення людського обличчя на горлах глечиків і посудин з шийкою, причому найчастіше тулуб посудини розписано «тіауанакоїдними» зображеннями. Круглі очі замінені подовженими, з гострими кутами, рот передано прокресленою смужкою, губи часто виділені рельєфом, «сльози» показані не завжди.

## Ткацтво
Серед численних текстильних залишків на пам'ятках культури переважають бавовняні тканини, хоча вовняні і змішані теж нерідкі. Велика частина з них — полотняного переплетення, але іноді зустрічаються і тканини килимовій техніки.
Тканини прикрашені зображеннями геометрізованних риб або змій, ступінчастими і іншими геометричними візерунками. У розкопках знайдені розшиті парчеві тканини. В одному випадку зустрінута вишивка. Досить часта знахідка є плетінки.

## Дослідження
Виявлено М.Уле у 1910 році в долині річки Рімак. У 1949 році розкопки здійснювали археолгги на чолі із Х. Хіхон-і-Кааманьо. У 1954 році нові дослідження організовано А.Кребером. У 1964 році працювала італійська експедиція на чолі із П.Сестьєрі.